# ネイサン・ブリッグス
ネイサン・ブリッグス（Nathan Briggs、1975年8月13日 - ）は、オーストラリア国籍のプロボクサー、元キックボクサー。ニュージーランド・クライストチャーチ出身。身長193cm、リーチ201cm。元OPBF東洋太平洋ヘビー級王者。K-1の出場経験がある。
元OPBF東洋太平洋ライトヘビー級王者のポール・ブリッグスは双子の兄弟である。

## 来歴

### ボクシング
- 2000年11月24日、プロデビュー戦でミッチ・オヘロに2RTKO勝ち。
- 2007年11月30日、アレックス・リーパイとのOPBF東洋太平洋ヘビー級王座決定戦に挑み8RKO負け。
- 2008年9月5日、コリン・ウィルソンに12R判定勝ちし、OPBF東洋太平洋ヘビー級王座獲得。
- 2009年3月13日、マイケル・カービーに9RKO負けし、OPBF東洋太平洋ヘビー級王座陥落。

### キックボクシング
- 2000年10月13日、K-1クイーンズランド地区予選優勝。
- 2001年2月24日、K-1オセアニア予選でマーク・ハントにKO負け。
- 2002年2月18日、K-1オセアニア予選でジェイソン・サティーにTKO負け。

## 戦績

### プロボクシング
| プロボクシング 戦績 | プロボクシング 戦績 | プロボクシング 戦績 | プロボクシング 戦績 | プロボクシング 戦績 | プロボクシング 戦績 | プロボクシング 戦績 |
| ------------------- | ------------------- | ------------------- | ------------------- | ------------------- | ------------------- | ------------------- |
| 26 試合             | (T)KO               | 判定                | その他              | 引き分け            | 無効試合            |                     |
| 20 勝               | 16                  | 4                   | 0                   | 0                   | 0                   |                     |
| 6 敗                | 6                   | 0                   | 0                   | 0                   | 0                   |                     |

### キックボクシング
| キックボクシング 戦績 | キックボクシング 戦績 | キックボクシング 戦績 | キックボクシング 戦績 | キックボクシング 戦績 | キックボクシング 戦績 | キックボクシング 戦績 |
| --------------------- | --------------------- | --------------------- | --------------------- | --------------------- | --------------------- | --------------------- |
| 4 試合                | (T)KO                 | 判定                  | その他                | 引き分け              | 無効試合              |                       |
| 2 勝                  | 2                     | 0                     | 0                     | 0                     | 0                     |                       |
| 2 敗                  | 2                     | 0                     | 0                     | 0                     | 0                     |                       |

| 勝敗 | 対戦相手             | 試合結果   | 大会名                                                            | 開催年月日     |
| ×    | ジェイソン・サティー | 2R 2:02 KO | K-1 WORLD GP 2002 オセアニア地区予選トーナメント 【1回戦】        | 2002年2月18日  |
| ×    | マーク・ハント       | 1R 0:57 KO | KK-1 WORLD GP 2001 オセアニア地区予選トーナメント 【1回戦】       | 2001年2月24日  |
| ○    | マット・サモア       | 1R KO      | K-1 WORLD GP 2002 クイーンズランド地区予選トーナメント 【決勝戦】 | 2000年10月13日 |
| ○    | アーロン・モルト     | 1R KO      | K-1 WORLD GP 2002 クイーンズランド地区予選トーナメント 【1回戦】  | 2000年10月13日 |

## 獲得タイトル
- クイーンズランド州ヘビー級王座
- OPBF東洋太平洋ヘビー級王座
- K-1クイーンズランド地区予選優勝